# Stahlnhain
Die Wüstung Stahlnhain ist ein ehemaliges Dorf auf dem Gebiet der heutigen Stadt Neu-Anspach. Das Dorf bestand zwischen dem 11. und 14. Jahrhundert im Stahlnhainer Grund, gelegen im Tal des Erlenbachs unterhalb des Klingenbergs. Heute befindet sich der ehemalige Ort wenige hundert Meter nordwestlich des Freilichtmuseums Hessenpark.
Stahlnheim wird erstmals 1370 urkundlich erwähnt. In einer Urkunde vom 11. November 1370 verpfändeten die Ritter Franke und Walther von Cronberg die Hälfte von Altweilnau und eine Vielzahl anderer Orte im Hintertaunus, darunter auch Stalhayn, an den Grafen Gerhard von Dietz und seine Frau Gertrud. Weitere urkundliche Erwähnungen erfolgten am 26. Mai 1373 und 7. August 1376.
Zu diesem Zeitpunkt muss der Ort bereits längere Zeit bestanden haben. Aus der Siedlungsgeschichte des Taunus und aus Scherbenfunden wird von einer Gründung im Rahmen der zweiten Rodungszeit im 11. bis 12. Jahrhundert ausgegangen.
Der Ort bestand aus zehn bis zwölf Höfen. Neben der Landwirtschaft war die Eisenverarbeitung Wirtschaftsschwerpunkt, worauf auch der Name des Ortes hindeutet. Stahel verweist auf das Mittelhochdeutsche „stâl“ (stählerne Rüstung, Eisenwerkzeug).
Ende des 14. Jahrhunderts endet die Erwähnung des Dorfes in den lokalen Urkunden. So fehlt Stahlnheim zum Beispiel in der Urkunde von 1393, in der die Schäden verzeichnet sind, die die Truppen der Stadt Frankfurt am Main bei der Belagerung der Burg Hattstein verursacht hatten. Zu diesem Zeitpunkt scheint bereits ein eigenständiger Ort Stahlnhain nicht mehr bestanden zu haben und das Gebiet von Stahlnhain ein Teil der Anspacher Gemarkung geworden zu sein.
Im Stahlnhainer Grund verblieben auch nach dem Wüstfallen von Stahlnhain eine Reihe von Mühlen am Erlenbach. Auch wenn der Ort aufgegeben wurde, war der Name noch im 16. Jahrhundert als Bezeichnung eines Hofes überliefert.
In den Jahren 1985 und 1986 gab es auf dem Gelände der Wüstung eine Ausgrabung. In den Grabungsschnitten wurden die Überreste von fünf Gebäuden aufgedeckt. 
Die Waldstücksbezeichnung Kirchenborn leitet sich eventuell von der Flurbezeichnung Kirchwies ab und deutet auf den Standort der Kirche von Stahlhain hin.